# Municipio de Derry (condado de Dauphin)
El municipio de Derry (en inglés: Derry Township) es un municipio ubicado en el condado de Dauphin en el estado estadounidense de Pensilvania. En el año 2000 tenía una población de 21.273 habitantes y una densidad poblacional de 302.7 personas por km². Hershey, el sitio de la conocida fábrica de chocolate Hershey y su parque de diversiones afiliado, se encuentran dentro del municipio. El Centro Médico Milton S. Hershey de la Universidad Estatal de Pensilvania y el Hospital Infantil Penn State Hershey también están ubicados en una gran extensión de tierra en el municipio.

## Geografía
El municipio de Derry se encuentra ubicado en las coordenadas 40°16′00″N 76°37′59″O / 40.26667, -76.63306.

## Demografía
Según la Oficina del Censo en 2000 los ingresos medios por hogar en la localidad eran de $52,290 y los ingresos medios por familia eran de $68,838. Los hombres tenían unos ingresos medios de $48,510 frente a los $32,430 para las mujeres. La renta per cápita de la localidad era de $31,365. Alrededor del 4,7% de la población estaba por debajo del umbral de pobreza.